# Pápaszemes guán
A pápaszemes guán (Aburria jacutinga vagy Pipile jacutinga) a madarak osztályának tyúkalakúak (Galliformes) rendjébe és a hokkófélék (Cracidae) családjába tartozó faj.

## Rendszerezése
A fajt Johann Baptist von Spix angol ornitológus írta le 1825-ben, a Penelope nembe  Penelope jacutinga néven. Besorolása vitatott, egyes szervezetek a  Pipile nembe helyezik Pipile jacutinga néven.

## Előfordulása
Dél-Amerika középső és keleti részén, Argentína, Brazília és Paraguay területén honos. Természetes élőhelyei a szubtrópusi és trópusi síkvidéki esőerdők, valamint folyók és patakok környéke.

## Megjelenése
Testhossza 63–74 centiméter, testtömege 1100–1400 gramm. Testéhez képest kicsi a feje. Tollruhája fekete és néhol fehér. Lába piros.

## Életmódja
Gyümölcsökkel táplálkozik.